# Hafiz (prénom)
Pour les articles homonymes, voir Hafiz.
Hafiz حافظ est un prénom arabe qui signifie "le gardien", c'est le même mot que hafiz, qui désigne celui qui connaît le Coran par cœur.
Il peut parfois s'agir du diminutif du prénom Abdelhafid ou Abdelhafiz.
C'est aussi le nom d'un poète persan, Hafiz (Hafez).
C'est aussi un prénom arabe, qu'on peut trouver sous les variantes suivantes : Hafez, Hafid, Hafed.
Le féminin est Hafiza ou Hafida.